# Tess Asplund
Tess Asplund, née en 1974 à Cali en Colombie, est une militante suédoise devenue célèbre après avoir été photographiée le 1er mai  2016 s'opposant à une manifestation de néo-nazis à Borlänge, en Suède. 

## Biographie
Originaire de Colombie, Tess Asplund est adoptée à l'âge de 7 mois par une famille suédoise. Elle travaille dans un centre d’accueil de jeunes demandeurs d’asile non accompagnés. 
Le 1er mai 2016, le photographe David Lagerlöf (sv) réalise le cliché de Tess Asplund faisant face, poing levé, à une colonne du Mouvement de résistance nordique suédois,,. Vite relayé sur les réseaux sociaux, le cliché devient une icône anti-fasciste. Il lui permet notamment de retrouver sa famille biologique en Colombie. 

À propos de cet évènement, Asplund déclare :  
« Si cette photo de moi peut permettre à plus de gens d'oser faire preuve de résistance, alors c'est tout bon. Le peuple doit s'unir et montrer qu'il n'est pas acceptable que le racisme soit peu à peu normalisé et que les fascistes circulent dans nos rues ».
Âgée de 42 ans au moment du cliché, elle se décrit comme Afro-suédoise.
Asplund est par ailleurs membre de Afrophobia Focus (en). 
Asplund est également citée dans Aftonbladet, en tant que victime d'une agression brutale avec de grands mâts de drapeau portés par trois hommes d'origine polonaise à la suite d'une manifestation populiste réactionnaire dans le centre de Stockholm, dont les hommes polonais semblaient faire partie.
En 2016, où le thème de l'année est la rébellion, Tess Asplund est citée sur la liste 100 Women de la BBC, distinguant les 100 femmes les plus "inspirantes" de l'année, aux côtés d'Alicia Keys, Ellinah Wamukoya et Nadiya Hussain.